# Бьертнес, Эллен
Эллен Бьертнес (норв. Ellen Bjertnes; род.8 декабря 1994 года) — норвежская конькобежка. Чемпионка Норвегии на дистанции 1000 м, многократная призёр чемпионата Норвегии. Выступает за спортивный клуб "Geithus Idrettslag" (Уокинг).

## Биография
Эллен Бьертнес родилась в Драммене, а начала кататься в возрасте 7 лет в небольшой деревне Гейтус. Она стала участвовать в молодёжных соревнованиях с сезона 2002/03 и в 2008 году впервые выиграла молодёжный чемпионат в мини- многоборье. В 2009 году старшеклассницей она начала участвовать на чемпионате Норвегии в элитном классе и через год уже выиграла "бронзу" на дистанции 5000 м. В сезоне 2011/12 Эллен стала 3-й в многоборье и на юниорском чемпионате в спринте вместе со старшим братом Мартином выиграли "золото", а также дебютировала на юниорском чемпионате мира. 
Следующие три сезона она не показывала высоких результатов на взрослом уровне и только в декабре 2015 года она заняла 3-е место в спринтерском многоборье на Национальном чемпионате, а в январе 2016 года Бьертнес наконец-то после тяжёлых сезонов выиграла дистанцию 1000 м и стала 2-й на 1500 м на чемпионате Норвегии на отдельных дистанциях. А в феврале дебютировала на спринтерском чемпионате мира в Сеуле, где заняла 29-е место.
В 2017 году на чемпионате Европы в многоборье смогла подняться на 15-е место в общем зачёте, а на национальном чемпионате выиграла "бронзу" на дистанциях 500, 1000 метров и в спринте. В сезоне 2018/19 Бьертнес стала 4-й в спринтерском многоборье на чемпионате Норвегии.